# Rozalin (Słupca)
Pour les articles homonymes, voir Rozalin.
Rozalin (prononciation : [rɔˈzalin]) est un village polonais de la gmina de Słupca dans le powiat de Słupca de la voïvodie de Grande-Pologne dans le centre-ouest de la Pologne.
Il se situe à environ 6 kilomètres à l'est de Słupca (siège de la gmina et du powiat) et à 72 kilomètres à l'est de Poznań (capitale régionale).

## Histoire
De 1975 à 1998, le village faisait partie du territoire de la voïvodie de Konin.

Depuis 1999, Rozalin est situé dans la voïvodie de Grande-Pologne.